# Eckart Schäfer
Eckart Schäfer (* 21. Dezember 1939 in Eschwege; † 17. März 2018) war ein deutscher Altphilologe.
Nach dem Studium der Klassischen Philologie an der Universität Freiburg im Breisgau wurde Schäfer 1965 bei Karl Büchner mit der Dissertation Das Verhältnis von Erlebnis und Kunstgestalt bei Catull promoviert, die als 18. Heft in der Reihe Hermes. Einzelschriften erschien. In den folgenden Jahren arbeitete er als Assistent am Freiburger Seminar für Klassische Philologie, wo er nach seiner Habilitation (1974) zum Privatdozenten ernannt wurde. 1977 wechselte er in den Schuldienst, aus dem er 1999 ausschied. Bis 2005 hielt er als außerplanmäßiger Professor am Freiburger Seminar für Klassische Philologie Lehrveranstaltungen ab.
Schäfers Forschungsschwerpunkt war die römische Dichtung der voraugusteischen und augusteischen Zeit und ihre Rezeption. Besonders mit dem Werk der Dichter Catull und Horaz beschäftigte er sich intensiv. Seine bekannteste Schrift, Deutscher Horaz (Wiesbaden 1976) ging aus seiner Habilitationsschrift hervor.